# Estanislao Esteban Karlic
Estanislao Esteban Karlic (Oliva, 7. veljače 1926. - ? 8. kolovoza 2025.), bio je argentinski katolički kardinal i nadbiskup u miru nadbiskupije Paraná hrvatskog podrijetla.

## Životopis
Rođen je u Olivi u Argentini 7. veljače 1926. godine u obitelji hrvatskih doseljenika. Njegovi roditelji bili su doseljenici u Argentinu iz Grižana blizu Novog Vinodolskog. Teologiju je studirao na Gregoriani u Rimu. Za svećenika je zaređen 8. prosinca 1954. Dana 6. lipnja 1977. godine, Karlic je imenovan naslovnim biskupom Castruma u Laciju u Italiji. Također, bio je imenovan pomoćnim biskupom Córdobske biskupije u Argentini. Svoju biskupsku posvetu dobio je 15. kolovoza iste godine. Karlic je kasnije imenovan pomoćnikom nadbiskupa. 1. travnja 1986. postaje nadbiskupom Parane. 
Od 1986. do 1992. bio je član redničkoga vijeća novoga izdanja Katekizam Katoličke Crkve. Služio je kao predsjednik Argentinske biskupske konferencije u dva mandata (1996. – 1999., 1999. – 2002.). Dana 29. travnja 2003. godine postao je nadbiskup u miru. Od 1989. do 2000. bio je član Papinskoga vijeća za Latinsku Ameriku, godine 1992. papinski izaslanik na Konferenciji episkopata Latinske Amerike, od 1992. do 1994. predsjednik Biskupske komisije Papinskoga zavoda Latinske Amerike u Rimu te 1997. tajnik Posebnoga biskupskoga zbora sinode Južne Amerike.
Papa Benedikt XVI. imenovao ga je kardinalom na konzistoriju 24. studenoga 2007. Kako je bio izvan dobi od 80 godina, u vrijeme svojeg imenovanja nije bio u mogućnosti sudjelovati u konklavama. Za svoje svećeničko geslo uzeo je Služiti (lat. Servire).
Umro je u 99oj godini života 8. kolovoza 2025.